# Pelecinellidae
Pelecinellidae (лат.) — семейство паразитических наездников из надсемейства Chalcidoidea отряда перепончатокрылые насекомые. Около 10 видов.
Встречаются в Австралии, Юго-восточной Азии, в Южной, Центральной и Северной Америке.

## Описание
Обладают длинным узким телом с длинным яйцекладом, что отличает их от прочих хальцидоидных наездников (Chalcidoidea), но делает их сходными с ихневмонидами или браконидами. Голова имеет развитые гребни или кили в районе между глазом и местом прикрепления усиков. Хотя особенности биологии этого подсемейства неизвестны, но так как их представители были собраны на мертвых или поваленные деревья, и учитывая наличие длинного яйцеклада, можно предполагать их паразитирование на личинках древесных насекомых.
Включает крупнейшего представителя всего надсемейства хальцидоидных наездников (Chalcidoidea): Doddifoenus wallacei достигает 5 см в длину (вместе с яйцекладом).
Первый ископаемый представитель семейства (вид Leptofoenus pittfieldae) был описан в 2009 году американским энтомологом Майклом Энджелом из Доминиканского янтаря (возраст этого янтаря примерно 20—16 миллионов лет).

## Систематика
3 рода и около 10 видов. Ранее рассматривалось в качестве подсемейства Leptofoeninae в составе семейства Pteromalidae. С 2022 года получило статус отдельного семейства Pelecinellidae.
- Doddifoenus Boucek, 1988[6]
  - Doddifoenus australiensis (Dodd, 1927) — Австралия[7]
    - =Leptofoenus australiensis  Dodd, 1927

  - Doddifoenus rex Boucek, 1988 — Новая Гвинея
  - Doddifoenus wallacei Burks & Krogmann, 2009 — Лаос, Таиланд[2]

- Leptofoenus Smith, 1862 (=Pelecinella Westwood, 1868)[8]
  - Leptofoenus howardi (Ashmead, 1895)
    - =Pelecinella howardi Ashmead, 1895

  - Leptofoenus peleciniformis Smith, 1862 — Центральная и Южная Америка
    - =Pelecinella ashmeadi Brues, 1915, =Pelecinella phantasma Westwood, 1868

  - Leptofoenus rufus LaSalle & Stage, 1985 — Мексика
  - Leptofoenus stephanoides (Roman, 1920) — Центральная и Южная Америка
    - =Pelecinella stephanoides Roman, 1920

  - Leptofoenus westwoodi (Ashmead, 1895) — Центральная и Южная Америка
    - =Pelecinella westwoodi Ashmead, 1895

  - † Leptofoenus pittfieldae Engel, 2009
- Nefoenus